# 中子反照率动态探测器
中子反照率动态（Dynamic Albedo of Neutrons）探测器英文简称DAN，是安装在火星科学实验室“好奇号”漫游车上的一台探测装置。它是一只密封脉冲中子源管和探测器，用于测量火星表面或附近的氢或冰和水。该仪器由探测器元件(DE)和14.1兆电子伏脉冲中子发生器(PNG)组成。
当脉冲中子发生器发射每个中子脉冲后，由探测器元件测量中子的消失时间。
中子反照率动态探测器由俄罗斯资助俄罗斯航天国家集团研制，项目首席研究员为伊戈尔·米特罗法诺夫(Igor Mitrofanov)博士。

## 历史
2012年8月18日(第12个火星日)，中子反照率动态探测器被开启，这标志着俄美两国在火星表面的合作取得了成功，也是自火星3号来，在停止40多年发射后，俄罗斯在火星表面第一台正在工作的科学仪器，该仪器设计用来探测地下水。
2013年3月18日(第219个火星日)，美国宇航局报告了水合矿物的证据，可能是水合硫酸钙，在一些岩石样本如廷蒂纳岩石碎块和“萨顿内露层”岩，以及“克诺尔”和“韦内克”等其它岩石的矿脉和结核中。火星车中子反照率动态探测器进行的分析提供了地下水的证据，在漫游车从布雷德伯里着陆场前往格莱内尔格地形的黄刀湾(耶洛奈夫湾)区穿越途中，在那里检测到地下水含量达到4%，深度达60厘米(2英尺)。

发射了200万次脉冲(2014年1月29日)。

2015年8月19日，美国宇航局科学家们报告说，“好奇号”上的中子反照率动态探测器在火星“蒙大拿山隘”发现一处异常的富氢区域。科学家们称，发现的氢似乎与漫游车下方三英尺范围内岩石中的水或羟基离子有关。

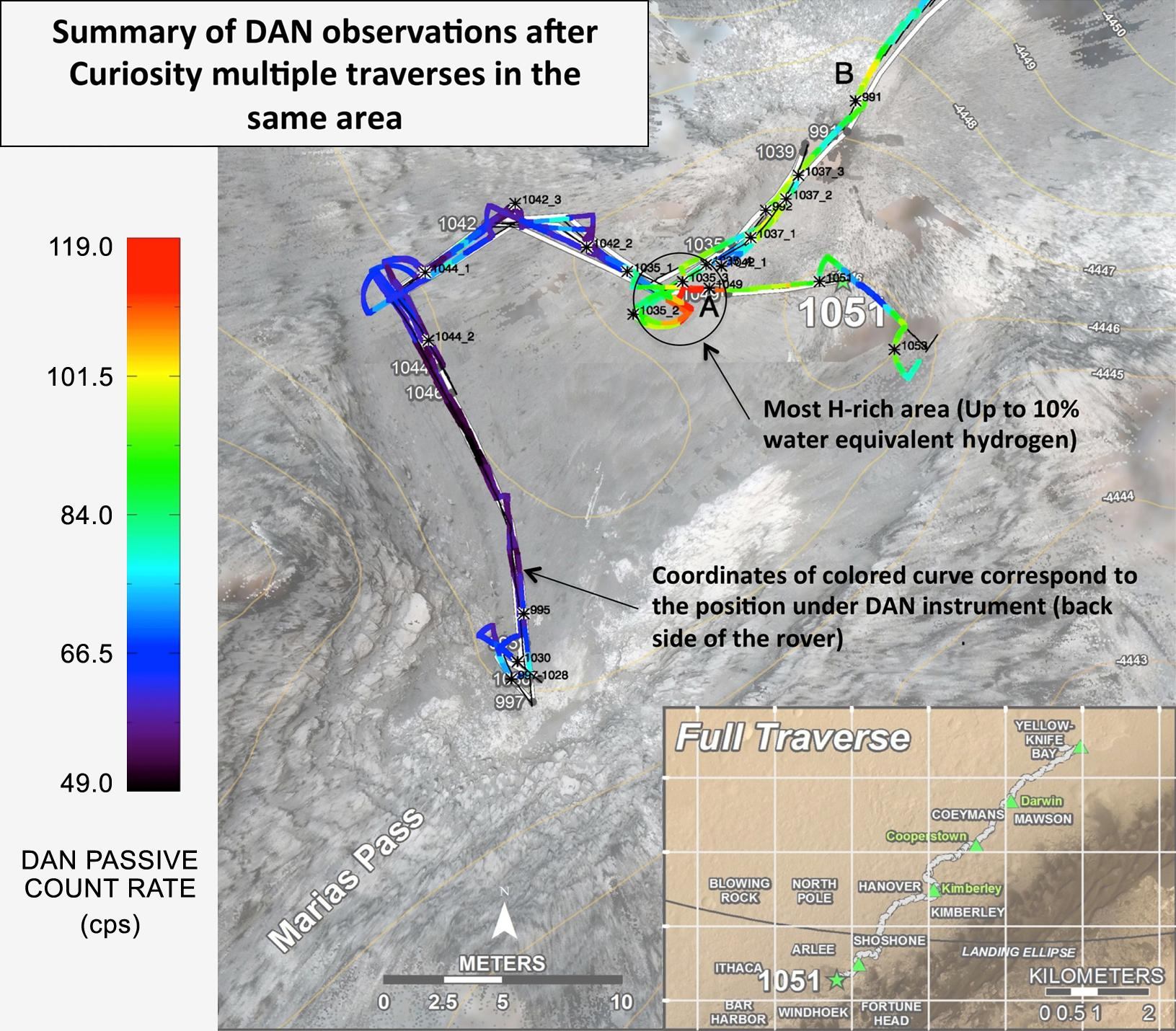
“好奇号”在火星“蒙大拿山隘”探测到富氢区域。

## 另请查阅
- 火星探测
- 火星的地下水
- 火星科学实验室任务年表
- 火星水文